# Olha Soukhenko
Olga Soukhenko (en ukrainien : Ольга Сухенко), née à Kiev le 19 octobre 1971 et exécutée à Motyjyn en mars 2022, est une femme politique soviétique puis ukrainienne. Maire de Motyjyn, elle est torturée puis exécutée avec son mari et son fils par les Russes lors de l'Invasion de l'Ukraine par la Russie. Son corps est retrouvé dans une fosse commune, ligoté et les yeux bandés.